# Carcharodon
Carcharodon, rod morskih pasa iz porodice Lamnidae, red Lamniformes. Jedini njegov današnji živi predstavnik je velika bijela psina, Carcharodon carcharias koji vuče porijeklo od Carcharodon megalodona, velikog zuba.
Raširen je po Atlantiku, Pacifiku, Mediteranu. Grabežljivac koji se hrani mesom drugih morskih životinja, riba, morskih pasa, raža, tuljana, dupina i pliskavica, a isto tako i morskih ptica, lignji, rakova (Compagno, L.J.V., D.A. Ebert and M.J. Smale 1989) i kitova (Long, D.J. 1991).
Njegov predak megalodon na zemlji živio prije najmanje 10.000.000 godina, odnosno u tercijaru.
Velika bijela psina ljude ne napada ljude zbog hrane, nego se napadi dešavaju, prema istraživanjima, zbog toga što plivač izgleda poput tuljana, njegove omiljene hrane. Mjerenja pritiska ralja velike bijele psine pokazala su da ima slabiji pritisak od veoma agresivnog psa bika (Carcharhinus leucas) koji zalaze u rijeke daleko od ušča, i koji je znatno agresivniji prema ljudima.

## Vrste
1. †Carcharodon arnoldi Jordan 1898
2. †Carcharodon auriculatus Blainville 1818
3. Carcharodon carcharias Linnaeus 1758
4. †Carcharodon disauris Agassiz 1843
5. †Carcharodon escheri Agassiz 1843
6. †Carcharodon hastalis Agassiz 1843
7. †Carcharodon heterodon Agassiz 1843
8. †Carcharodon hubbelli Ehret et al. 2012
9. †Carcharodon humilis Koch 1904
10. †Carcharodon lanceolatus Agassiz 1843
11. †Carcharodon lanciformis Gibbes 1847
12. †Carcharodon leptodon Agassiz 1843
13. †Carcharodon leviathan Jordan 1923
14. †Carcharodon megalotis Agassiz 1843
15. †Carcharodon morricei Jordan 1926
16. †Carcharodon orientalis Sinzow 1899
17. †Carcharodon plicatilis Agassiz 1843
18. †Carcharodon polygyrus Agassiz 1843
19. Carcharodon productus Agassiz 1843
20. †Carcharodon rectidens Agassiz 1843
21. †Carcharodon rectus Agassiz 1856
22. †Carcharodon rondeleti Muller and Henle 1841
23. †Carcharodon semiserratus Agassiz 1843
24. †Carcharodon subauriculatus Agassiz 1843
25. †Carcharodon subserratus Agassiz 1843
26. Carcharodon sulcidens Agassiz 1843
27. †Carcharodon tembloris Jordan 1926
28. †Carcharodon toliapicus Agassiz 1843
29. †Carcharodon turgidus Agassiz 1843